# Hrabstwo Stevens (Kansas)

Piramida wieku hrabstwa

Hrabstwo Stevens – hrabstwo położone w Stanach Zjednoczonych, w stanie Kansas, z siedzibą w mieście Hugoton. Założone 3 sierpnia 1886 roku. Hrabstwo należy do nielicznych hrabstw w Stanach Zjednoczonych należących do tzw. dry county, czyli hrabstw gdzie decyzją lokalnych władz obowiązuje całkowita prohibicja.

## Miasta
- Hugoton
- Moscow

## Park Narodowy
- Cimarron National Grassland

## Sąsiednie Hrabstwa
- Hrabstwo Grant
- Hrabstwo Haskell
- Hrabstwo Seward
- Hrabstwo Texas
- Hrabstwo Morton
- Hrabstwo Stanton